# 海雷克良鄉

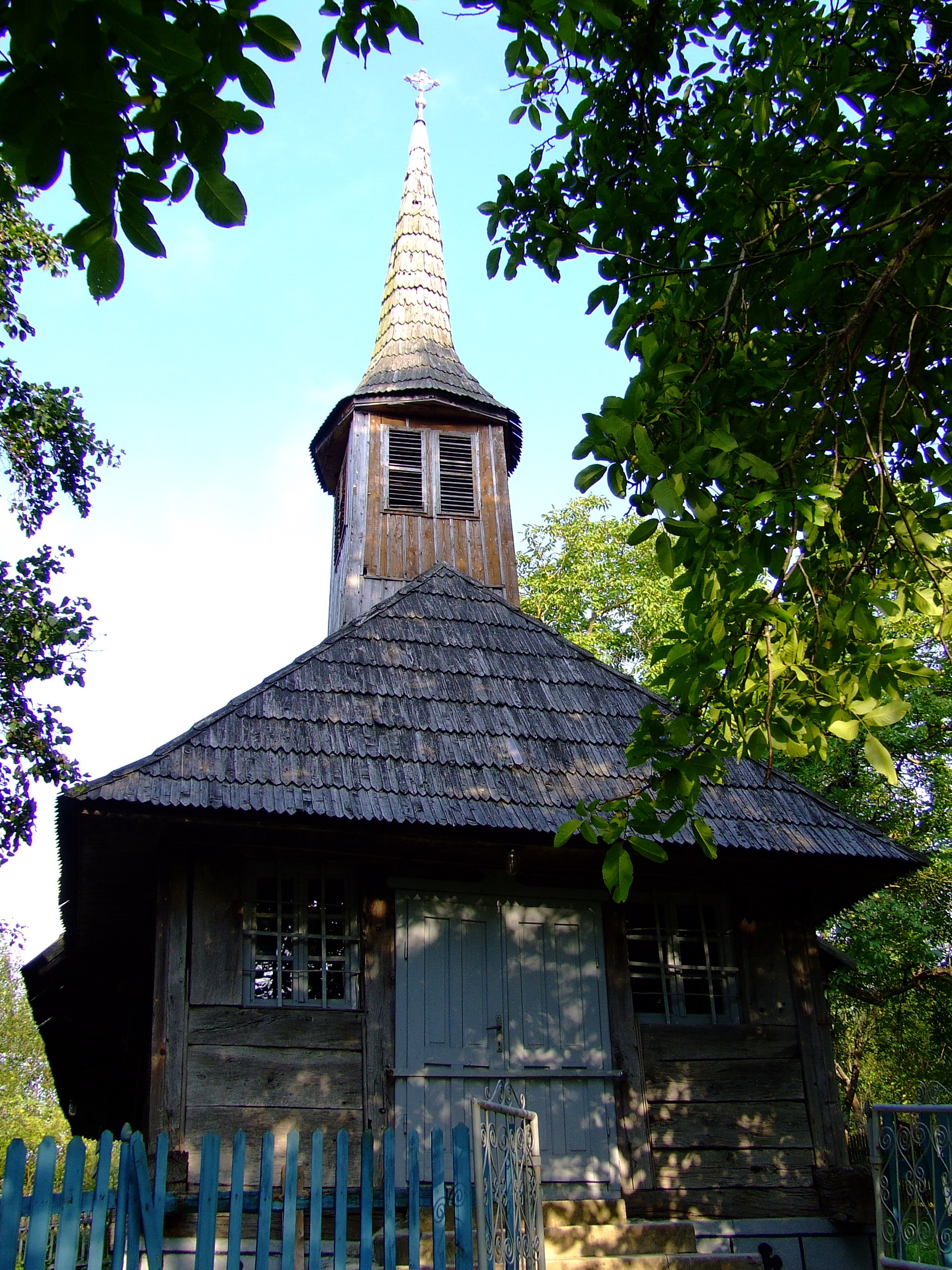

47°14′47″N 23°01′54″E / 47.24639°N 23.03167°E
海雷克良鄉（羅馬尼亞語：Comuna Hereclean, Sălaj），是羅馬尼亞的鄉份，位於該國西北部，由瑟拉日縣負責管轄，面積72平方公里，海拔高度665米，2007年人口3,596，人口密度每平方公里50人。